# Pakuonis
Pakuonis är en ort i Kaunas län i södra Litauen, belägen nära floden Njemen. Enligt folkräkningen från 2011 har staden ett invånarantal på 608 personer.
Pakuonis omnämndes för första gången år 1744. Den första kyrkan i staden byggdes någon gång under första halvan av 1790-talet, och runt kyrkan började sedan staden växa. Den 23 april 2004 fastställdes stadens heraldiska vapen, föreställande ett blommande äppelträd, av ett presidentdekret.